# Roberto López Abad
Roberto Lidiano López Abad, también conocido como Roberto López Abad (n. Alcoy, 11 de julio de 1955), es un economista y ex banquero español, director de Caja Mediterráneo (CAM) entre 2001 y 2010.

## Trayectoria profesional
En su trayectoria en el sector financiero desempeñó puestos directivos, primero en Caja de Ahorros del Sureste y, desde 1992, en Caja Mediterráneo, encargándose de la Dirección General Adjunta hasta 2001.
En 2001, en un contexto de cambio en la cúpula directiva de la entidad, promocionó hasta la Dirección General. En los años siguientes la empresa creció en paralelo a una tendencia alcista en la economía y los mercados.
En 2010, María Dolores Amorós (Alicante, 1962) sucedió a Roberto López en la dirección de Caja Mediterráneo y en 2011 López Abad se prejubiló.
La trayectoria anterior de López Abad quedó truncada poco después de su prejubilación a raíz de la intervención de la entidad financiera que él mismo había dirigido con anterioridad. Desde entonces surgió un notable descontento social hacia su figura directiva que se le llevó a ser abucheado en diversas ocasiones, como así ocurrió en un club de tenis en 2011y a la salida de un curso de inglés en la Explanada de Alicante en 2012.

## Investigaciones judiciales
Después del rescate de Caja Mediterráneo en julio de 2011, López Abad ha ido a juicio en diversas ocasiones.

### Caso de las dietas de la Comisión de Control de CAM
En 2015, fue enjuiciado en la Audiencia Nacional por las dietas de la Comisión de Control de CAM, siendo absuelto tanto en primera instancia como por el Tribunal Supremo.

### Caso principal de CAM
En 2017, volvió a juicio en la Audiencia Nacional por el "caso principal de la CAM". La sentencia de octubre de 2017 fue recurrida ante el Tribunal Supremo. En julio de 2019 el Tribunal Supremo absolvió a Roberto López.

### Caso Tinser
En 2018, en la Audiencia Provincial de Alicante se celebró el juicio por el "caso Tinser" sobre las dietas del expresidente de CAM. Durante su declaración, López Abad defendió estas dietas.

### Caso de las preferentes de CAM
En julio de 2018 estaba previsto que se celebrase en la Audiencia Nacional el juicio por las preferentes de la CAM, pero, después de que se retirasen las acusaciones particulares, la causa fue sobreseída.

## Expedientes de la CNMV
Con anterioridad, en 2012 la Comisión Nacional del Mercado de Valores (CNMV) había iniciado una investigación administrativa que se había paralizado mientras permaneciera abierto el caso judicial que ha sido archivado. Este archivo fue confirmado después de que el Tribunal Supremo desestimase el recurso de casación interpuesto por ADICAE en la sentencia fechada el 11 de marzo de 2020.
Además, en 2013 la CNMV abrió otro expediente sancionador al ex director general y otros ex altos cargos de la caja alicantina, expediente que nuevamente fue suspendido hasta que concluyera el proceso judicial relativo a la gestión de la CAM.